# Петровце
Петровці (словац. Petrovce) — село в Словаччині, Врановському окрузі Пряшівського краю. Розташоване в східній частині Словаччини в північно-східній частині Підсланської височини.
Уперше згадується у 1412 році.
У селі є протестантський костел з 1997 року.

## Населення
| Рік:            | 1994. | 2004.   | 2014.   | 2024.   |
| --------------- | ----- | ------- | ------- | ------- |
| Кількість осіб: | 446   | 440     | 453     | 441     |
| Різниця:        |       | -1,34 % | +2,95 % | -2,64 % |

| Рік:            | 2023. | 2024. |
| --------------- | ----- | ----- |
| Кількість осіб: | 450   | 441   |
| Різниця:        |       | -2 %  |

У селі проживає 435 осіб.
Національний склад населення (за даними перепису 2001 року):
- словаки — 99,12 %.

Склад населення за приналежністю до релігії станом на 2001 рік:
- протестанти — 94,05 %,
- римо-католики — 4,63 %,
- не вважають себе вірянами або не належать до жодної вищезгаданої конфесії — 1,32 %.

## Географія
Протікає Глибокий потік.